# Zuid-Luzonniltava
De Zuid-Luzonniltava (Cyornis camarinensis) is een vogelsoort uit de familie van de muscicapidae (vliegenvangers). De vogel werd in 1967 geldig beschreven als ondersoort van de luzonniltava: Muscicapa herioti camarinensis. De vogel werd in april 1961 verzameld in de regio Camarines op de Filipijnen.

## Kenmerken
De vogel is 15 cm lang. Het mannetje is staalblauw van boven en heeft ook een roestrode borst. De buik is vuilwit.

## Verspreiding, leefgebied
De vogel komt voor op zuidelijk Luzon en het eiland Catanduanes. De leefgebieden liggen in natuurlijk tropisch bos in laagland en heuvelland tussen de 100 en 1200 meter boven zeeniveau.

## Status
De populatiegrootte werd in 2016 geschat op 2,5 tot 10 duizend volwassen vogels. De populaties hebben te lijden door habitatverlies, daarom staat de vogel als kwetsbaar op de rode lijst van de IUCN.